# Шорега
Шорега — река в Вологодской области России. 
Берёт начало в Сямженском районе и течёт на юг, оказываясь на территории Сокольского района. Затем поворачивает на запад, пересекая трассу М8 «Холмогоры». В нижнем течении вновь делает поворот в южном направлении.
Устье реки находится в 100 км по левому берегу реки Двиница в районе деревни Чекшино. Выше и ниже по течению от Чекшино на реке находятся несколько малых и покинутых деревень Двиницкого сельского поселения. Длина реки составляет 63 км.

## Притоки
Указано расстояние от устья:
- река Томашка
- 25 км: река Корженга (Корженка)

## Данные водного реестра
По данным государственного водного реестра России относится к Двинско-Печорскому бассейновому округу, водохозяйственный участок реки — Северная Двина от начала реки до впадения реки Вычегда, без рек Юг и Сухона (от истока до Кубенского гидроузла), речной подбассейн реки — Сухона. Речной бассейн реки — Северная Двина.
Код объекта в государственном водном реестре — 03020100312103000007094.